# Мате (дзюдо)
«Мате!» (яп. мате́, букв. «Чекайте!») — команда рефері в дзюдо, якою він оголошує тимчасову зупинку сутички.
Команда мате супроводжується спеціальним жестом арбітра — піднята вперед рука паралельно татамі на висоту плеча долонею вперед пальцями вгору в сторону хронометриста.

## Застосування команди «Мате»
Арбітр повинен швидко зупинити сутичку, оголосивши команду
«Мате», і продовжити її, давши команду «Хаджіме», в наступних
випадках:
- Коли один або обидва борця виходять за межі робочої зони.
- Коли один або обидва борця виконують заборонені дії.
- Коли один або обидва борця отримують травму або захворіли.
- Коли необхідно привести в порядок дзюдогі одного або обох борців.
- Коли немає прогресуючих дій в положенні не-ваза (стійка).
- Коли один з учасників, встає в стійку або напівстійку з положення не-ваза в той час, коли його супротивник знаходиться у нього на спині.
- Коли один з учасників знаходиться в стійці або встає в стійку з положення не-ваза і піднімає свого противника, що лежить спиною на татамі і сповив ногами будь-яку частину тіла цього борця.
- Коли один з борців проводить або намагається проводити больовий прийом (кансетсу-ваза) або задушливе захоплення (шіме-віза) у положенні стоячи і не досяає суттєвого результату.
- У будь-якому іншому випадку, коли арбітр вважатиме це за необхідне.
- Коли арбітру і бічним суддям або суддівській комісії необхідно порадитися.
  - Примітка:
- При оголошенні команди «Мате», арбітру необхідно тримати в полі зору учасників на той випадок, якщо вони не почули команду і продовжують боротьбу.
- Арбітр не повинен оголошувати «Мате» в тому випадку, коли учасник, уникнув утримання (Осаекомі), больового прийому (кансетсу-ваза) або задушливого захоплення (шіме-віза), просить відпочинку.
- Арбітр повинен оголосити «Мате», коли учаснику вдається встати з положення лежачи на ноги з противником що лежить у нього на спині і прийняти стійке положення, не торкаючись руками татамі, тим самим показуючи, що торі втратив контроль.
- Якщо арбітр помилково оголосив «Мате» під час боротьби лежачи і учасники поміняли позицію, то арбітр і бічні судді можуть відповідно до правила «більшості з трьох» знову повернути борців в попереднє положення і відновити сутичку, запобігши тим самим обмеження інтересів одного з борців.
- Після оголошення «Мате» учасники повинні швидко займати свої вихідні позиції, при яких вони починали сутичку.
- У випадки тривалої паузи арбітр може дозволити учасникам прийняти положення сидячи. Учасникам не дозволено використовувати інші положення за винятком надання медичної допомоги.
- Арбітр може оголосити Мате, щоб запросити лікаря в тих випадках, коли учасник просить надати медичну допомогу або лікар просить зупинити зустріч для надання медичної допомоги учаснику, або коли арбітр або бічні судді вважатимуть це за необхідне